# RiskyKidd
Shane Schuller, mest känd under artistnamnet RiskyKidd, född 17 juni 1994 i London, uppvuxen i Berlin, är en engelsk-grekisk rappare med tyskt och jamaicanskt ursprung. Tillsammans med Freaky Fortune representerade han Grekland i Eurovision Song Contest 2014 i Köpenhamn med låten "Rise Up" som slutade på plats 20 i finalen.